# Чико (Тексас)
Чико (енгл. Chico) град је у америчкој савезној држави Тексас. По попису становништва из 2010. у њему је живело 1.002 становника.

## Демографија
Према попису становништва из 2010. у граду је живело 1.002 становника, што је 55 (5,8%) становника више него 2000. године.
| Група             | 2000.       | 2010.       |
| Белци             | 863 (91,1%) | 856 (85,4%) |
| Афроамериканци    | 2 (0,2%)    | 1 (0,1%)    |
| Азијати           | 0 (0,0%)    | 1 (0,1%)    |
| Хиспаноамериканци | 60 (6,3%)   | 131 (13,1%) |
| Укупно            | 947         | 1.002       |